# Gustavo Arboleda
Gustavo Arboleda Restrepo (Popayán, 24 de noviembre de 1881-Cali, 15 de diciembre de 1938) fue un historiador, genealogista, periodista y diplomático colombiano.

## Biografía

### Inicios
Nació en Popayán, en el seno de una familia aristocrática muy vinculada a la historia de su ciudad y del suroccidente de Colombia. Inició sus estudios en el colegio del Carmen de su ciudad natal. Posteriormente, ingresó a la Escuela de Arte de los Hermanos Maristas, institución en la que aprendió tipografía. Su paso por la Universidad del Cauca se vio truncado por la Guerra de los Mil Días, razón por la cual se vio obligado a proseguir su formación de manera autodidacta, tras lo cual escribió sus primeros libros sobre la historia del periodismo en América del Sur. 

### Actividad periodística
Interesado en el periodismo desde la adolescencia, Arboleda colaboró desde los dieciséis años de edad en distintas publicaciones de su país y del extranjero. En Popayán fundó Pubenza y colaboró en El Posta, La Paz, El Trabajo y Cauca Comercial; dirigió el periódico Popayán y formó parte de la redacción del Correo del Cauca. También en su ciudad natal fundó la Sociedad Literaria Antonio Nariño, en asocio con algunos condiscípulos suyos del Liceo San Fernando de los Hermanos Maristas, con quienes produjo el periódico Nuestro Órgano de Publicidad. Poco después, fundó la Sociedad Caldas, en homenaje al Sabio payanés, órgano que publicó el periódico El Novicio. A estas dos sociedades les seguiría la fundación de una tercera, llamada El Petit Payanés, que produjo un periódico del mismo nombre.
Fundó en Cali la revista "La Batalla", además de colaborar en Relator y en los periódicos El Grillo, El Consecuente, El Salto de Honda, y El Cascabel.
Fuera de Colombia su labor periodística también fue intensa. En el Ecuador dirigió las revistas La Platea y La Cazuela, además de formar parte de la redacción de El Ecuador de Quito y de la redacción de El Grito del Pueblo de Guayaquil. Fue reportero de El Mercurio, El Diario Ilustrado y Últimas Noticias de Santiago de Chile. En Brasil, simultáneamente a su labor diplomática, colaboró en el periódico O Estado Do Pará. 
En Bogotá apoyó a su hermano Abelardo durante el proceso de creación y fundación que éste hizo de la revista "Cromos", conjuntamente con Miguel Santiago Valencia.
En Popayán dirigió la Imprenta Departamental del Cauca. 
Fue docente en varias instituciones educativas en Colombia. Enseñó historia y geografía en los colegios Restrepo Mejía de Bogotá, Santa Librada y Escuela Normal de Varones de Cali, en la Normal de Señoritas y en la Universidad del Cauca, en Popayán.
Además de su actividad como periodista, Arboleda también ejerció cargos diplomáticos en distintos países. Entre 1910 y 1911 fue Vicecónsul de Colombia en Quito y en 1913 se desempeñó como Cónsul de Colombia en Belén de Pará (Brasil). 

### Producción escrita
Una de sus obras más destacadas y conocidas es el Diccionario biográfico y genealógico del Antiguo Departamento del Cauca, que Arboleda presentó a concurso en Popayán en 1910, en el marco de las celebraciones por la conmemoración del primer centenario de la Independencia de Colombia. La obra, que cuenta con un prólogo de Francisco José Urrutia, obtuvo diploma de honor de primera clase y un premio de dos mil quinientos pesos. La originalidad del Diccionario radica en la investigación biográfica que Arboleda hizo de cada personaje estudiado, sin limitarse a plasmar una mera sucesión de fechas de nacimiento y deceso. Es una obra de consulta obligada para comprender la interacción de las familias más prominentes del suroccidente de Colombia durante la Colonia y el siglo XIX. 
Publicó numerosos escritos en la revista Popayán, de la que fue activo colaborador.
Igualmente destacada es su monumental Historia contemporánea de Colombia, que consta de seis volúmenes publicados entre 1918 y 1935 y en los que "(...) el autor deja que los documentos expongan la sucesión ordenada de los hechos; en ellas priman los acontecimientos, pero también los detalles y las anécdotas que quedaron plasmados en proclamas, en decretos o en la correspondencia personal pública o privada."

### Academia
Fue fundador y presidente de la Academia de Historia del Valle del Cauca, vicepresidente de la Academia Colombiana de Historia, miembro de la Academia Antioqueña de Historia, del Ateneo Hispanoamericano de Buenos Aires, de la Academia Hispanoamericana de Madrid y de la Academia Panameña de Historia. Ingresó como miembro de número a la Academia Colombiana de Historia el 26 de septiembre de 1916, con una extensa disertación titulada Divisiones territoriales de Colombia. 
Falleció el 15 de diciembre de 1938 en el hospital San Juan de Dios de Cali.
Arboleda es reconocido como uno de los historiadores más sobresalientes del país gracias a la amplitud de temas poco explorados que cubre en sus obras, en las que destacan su rigor y su espíritu investigativo.

## Obra

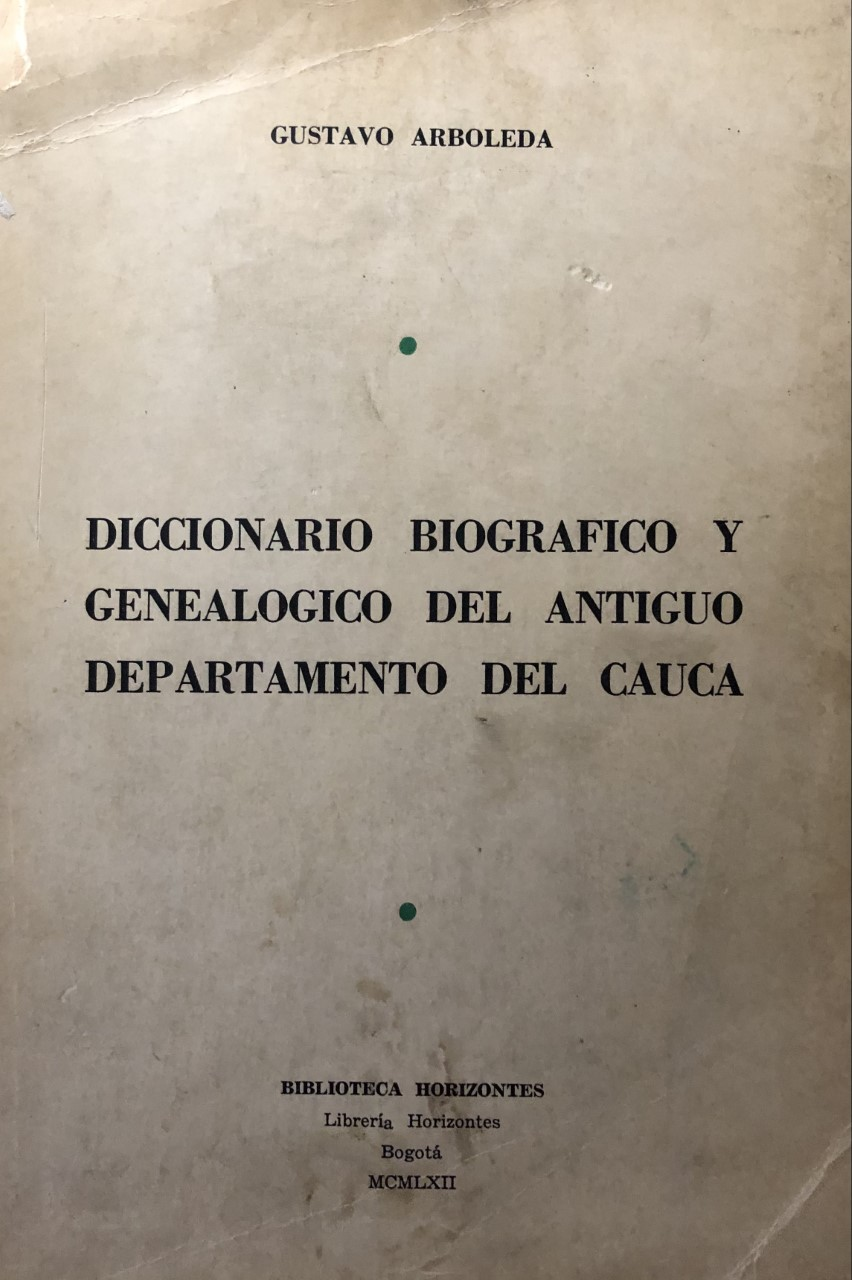
Portada de la segunda edición del Diccionario Biográfico y Genealógico del Antiguo Departamento del Cauca, impreso en Bogotá en 1962.

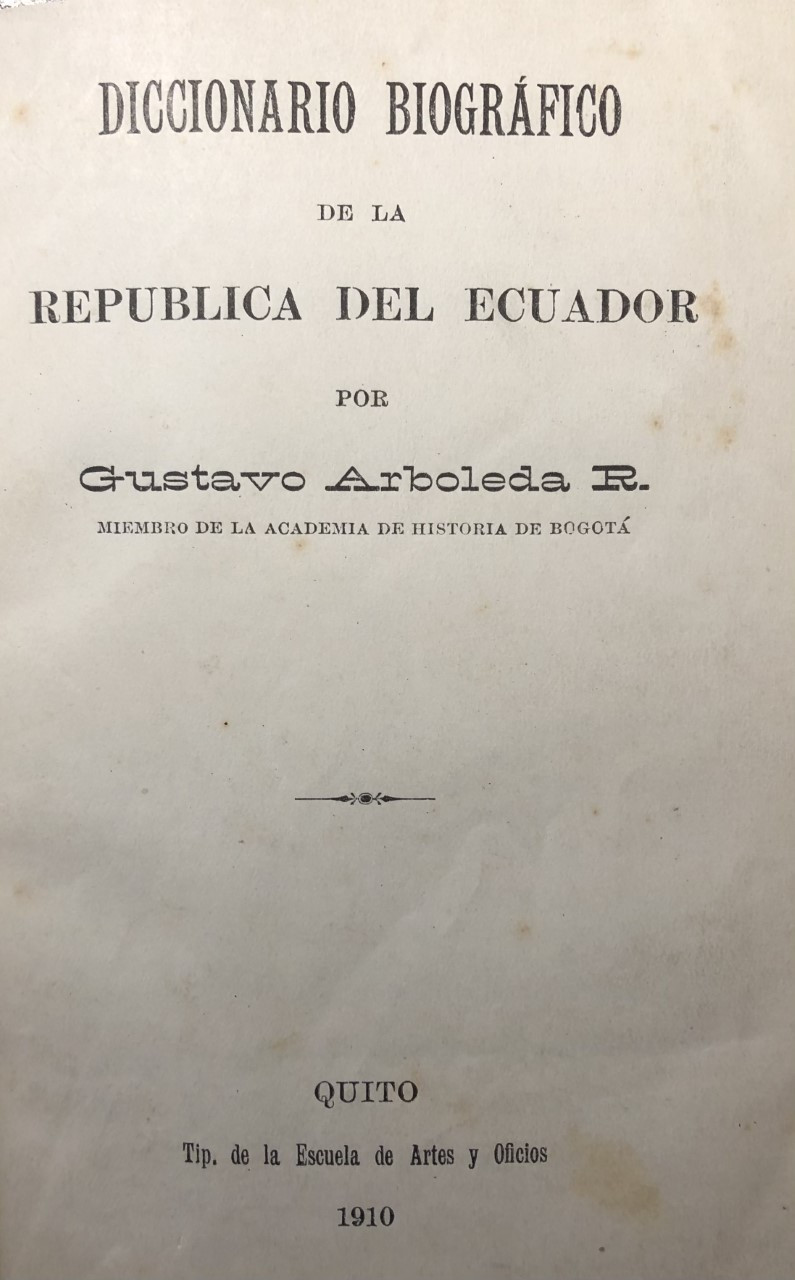
Primera página de la edición original del Diccionario Biográfico de la República del Ecuador, publicado en Quito en 1910.

### Historia de Colombia
- Apuntes sobre la imprenta y el periodismo en Popayán (1905)
- Revoluciones locales en Colombia (Popayán, 1907)
- Fines de 1830, principios de 1841 (primer tomo de su Historia contemporánea de Colombia. Desde la disolución de la antigua República de ese nombre hasta la época presente, 1917)
- Administración de Herrán y de Mosquera (1841-1849) (segundo tomo de su Historia contemporánea de Colombia. Desde la disolución de la antigua República de ese nombre hasta la época presente, 1918)
- La secesión de Panamá (1922)
- Historia de Cali (1928)
- Administraciones de López y Obando (1849-1853) (tercer tomo de su Historia contemporánea de Colombia. Desde la disolución de la antigua República de ese nombre hasta la época presente, 1930)
- La Guerra de Melo y administraciones de Obaldía y Mallarino. 1854-1857 (cuarto tomo de su Historia contemporánea de Colombia. Desde la disolución de la antigua República de ese nombre hasta la época presente, 1933)
- Los rectores del Colegio Santa Librada (breves notas biográficas) (1933)
- La administración de Opina Rodríguez hasta el comienzo de la República Liberal. Abril de 1857 - julio de 1859 (quinto tomo de su Historia contemporánea de Colombia. Desde la disolución de la antigua República de ese nombre hasta la época presente, 1935)
- Compendio de la historia de Colombia (Cali, 1935)
- La revuelta Liberal hasta expirar el año de 1860, julio de 1859 - diciembre de 1860 (sexto tomo de su Historia contemporánea de Colombia. Desde la disolución de la antigua República de ese nombre hasta la época presente, 1935)
- César Conto: su vida, su memoria (1936), publicación hecha con motivo del centenario del político y poeta chocoano.

### Historia de otros países
- El periodismo en el Ecuador. Datos para un estudio (Guayaquil, 1908)
- El Brasil a través de su historia (Bogotá, 1914)

### Genealogía
- Diccionario biográfico y genealógico del Antiguo Departamento del Cauca (Popayán, 1910; segunda edición Bogotá, 1962)
- Diccionario biográfico del Ecuador (Quito, 1910)
- Los Parises, una familia de próceres (1918)

### Derecho y jurisprudencia
- Lecciones de Derecho Público Interno. Al Margen de un Libro (1924)
- Apuntes sobre derecho Constitucional (Cali, 1932)

### Otras áreas
- Historia homeopática universal. Cada país en cien palabras (1911)
- Evocaciones de antaño. Mis memorias (Cali, 1926)